# Raymond Fee
Raymond John "Ray" Fee, född 12 januari 1903 i Saint Paul, död 2 juni 1983 i Collier County, var en amerikansk boxare.
Fee blev olympisk bronsmedaljör i flugvikt i boxning vid sommarspelen 1924 i Paris.